# Chikage Oogi
Chikage Oogi, född 10 maj 1933 i Kobe i Hyōgo prefektur, död 9 mars 2023 i Tokyo, var en japansk skådespelare och senare politiker. 
Hon var parlamentsledamot 1977–1989 och 1993–2007. Hon var biträdande teknologiminister 1981 (och därmed Japans tredje kvinnliga minister  ), transportminister 2001–2003, och ordförande för Japans överhus 2004–2007.